# Georg Friedrich Knapp

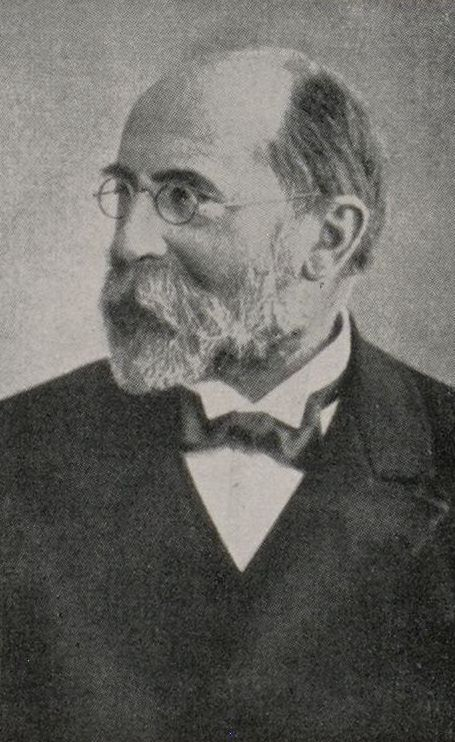
Georg Friedrich Knapp

Staatliche Theorie des Geldes, 1923

Georg Friedrich Knapp (* 7. März 1842 in Gießen; † 20. Februar 1926 in Darmstadt) war ein deutscher Nationalökonom. Er war Professor der Nationalökonomie und Rektor an der Universität Straßburg. Er gilt durch sein Buch Staatliche Theorie des Geldes als Begründer des Chartalismus.

## Familie
Georg Friedrich Knapps Eltern waren der aus Michelstadt im Odenwald stammende Friedrich Ludwig Knapp (1814–1904) und die Darmstädterin Katharina Elisabeth Liebig (1819–1890), eine Schwester des später geadelten Chemikers Justus von Liebig. Sein Großvater väterlicherseits war der ehemalige Präsident der 2. Kammer der Landstände des Großherzogtums Hessen Johann Friedrich Knapp. Georg Friedrich Knapp war verheiratet mit der aus Georgien stammenden Lidia Korganow und hatte zwei Töchter: Marianne und Elly, die spätere Frau des ersten deutschen Bundespräsidenten Theodor Heuss. Auf Grund der psychischen Erkrankung seiner Frau, die fortan in Sanatorien behandelt wurde, zog er die Kinder alleine auf.

## Leben
Georg Friedrich Knapp wuchs in München im Umfeld seines Onkels Justus von Liebig auf und wurde früh durch den Philosophen Moritz Carrière und den Philologen Friedrich Thiersch in seiner geistigen Entwicklung beeinflusst. Neben den alten Sprachen fühlte er sich jedoch bald zu den Naturwissenschaften und hier insbesondere zur Mathematik hingezogen. Nach seinem Schulbesuch studierte Georg Friedrich Knapp von 1853 an in München, Berlin und Göttingen die Fächer Physik, Chemie, römisches Recht und Nationalökonomie. Sein Studium beendete er 1865 mit seiner Promotion über die Lohntheorie Thünens zum Dr. phil. an der Universität Göttingen, als zweites Hauptfach hatte er Mathematik gewählt. Wissenschaftlich wandte er sich zunächst der Statistik zu mit grundlegenden Arbeiten über die Sterblichkeit und über Moralstatistik. In den Jahren von 1869 bis 1874 war Knapp Leiter des statistischen Büros der Stadt Leipzig und wurde 27-jährig Professor für Statistik an der Philosophischen Fakultät der Universität Leipzig.
1874 nahm Knapp den Ruf auf eine ordentliche Professur für Nationalökonomie an der Universität Straßburg an. Dort wurde er an der Seite von Gustav Schmoller zu einem Wegbereiter für die jüngere Historische Schule der Nationalökonomie. Inhaltlich wandte er sich zunächst Fragen der Agrarpolitik zu. Große Aufmerksamkeit fand sein 1887 erschienenes Werk Die Bauern-Befreiung und der Ursprung der Landarbeiter in den älteren Theilen Preußens, das die Geschichte der preußischen Agrarreformen, ihrer Beweggründe und Folgen sowie der Agrarverfassung darstellte, den Begriff Bauernbefreiung prägte und auf die unterbäuerlichen Schichten hinwies.
Sein zweites Forschungs- und auch Handlungsfeld wurde die Sozialpolitik. Knapp gehörte zu den Gründern des Vereins für Socialpolitik.
Seine bedeutendste Leistung wurde die 1905 erschienene Staatliche Theorie des Geldes, in der er den Geldwert nicht ökonomisch, sondern positiv-rechtlich begründete. „Das Geld ist ein Geschöpf der Rechtsordnung“, lautet der erste dogmatische Satz.
Knapp lehnte mehrfache Berufungen (etwa nach Wien) ab, behielt seinen Lehrstuhl bis 1918 inne und blieb auch während der Zeit des Ersten Weltkriegs in Straßburg. 1918 wurde ihm der Orden Pour le Mérite für Wissenschaften und Künste verliehen. 1919 musste er seine Wahlheimat Elsass unter schwierigsten Bedingungen verlassen und lebte die letzten Jahre bei Verwandten in Darmstadt.
Als Universitätslehrer sah sich Knapp verpflichtet, zur Ausbildung der Beamtenschaft beizutragen. In seiner Präsidentenansprache am 1. Mai 1891 als Rektor der Universität charakterisierte er diese Aufgabe wie folgt: „Es muss Gelehrte geben, die den Leitern des Staates den geschichtlichen Zusammenhang der Dinge nachweisen, damit sie, die Beamten, nicht von den landläufigen Meinungen überwältigt werden.“ „Unsere Beamten […] werden sich nicht mehr das Heft aus der Hand nehmen lassen, auch von parlamentarischen Mehrheiten nicht, die wir ja meisterhaft zu behandeln wissen. Keine Herrschaft wird so leicht ertragen, ja so dankbar empfunden, wie die Herrschaft hochsinniger und hochgebildeter Beamten. Der deutsche Staat ist ein Beamtenstaat – hoffen wir, daß er in diesem Sinne ein Beamtenstaat bleibt.“
Er war Mitglied der Preußischen, der Bayerischen und der Heidelberger Akademie der Wissenschaften.
Georg Friedrich Knapp wurde auf dem Waldfriedhof Darmstadt (Grabstelle: L 8b 125) bestattet.

## Nachwirken
Die „staatliche Theorie des Geldes“ wurde 1922 ins Japanische übersetzt; 1924 erfolgte auf Veranlassung von John Maynard Keynes eine Übersetzung ins Englische. Max Weber nannte das Werk „formell und inhaltlich eines der grössten Meisterstücke der deutschen schriftstellerischen Kunst und wissenschaftlichen Denkschärfe.“
In neuester Zeit wurde Knapps chartalistische Position wieder Thema der in Amerika diskutierten Modern Monetary Theory. Daraus erwuchs auch die Erwähnung in einer Studie von David Graeber: Schulden: Die ersten 5000 Jahre oder in Capitalism: Competition, Conflict, Crises (2016) von Anwar Shaikh.
In Deutschland wird Knapps chartalistische Geldtheorie durch die 2014 gegründete Pufendorf Gesellschaft für politische Ökonomie e. V. mit Sitz in Berlin vertreten.
Im Februar 2017 wurde die Georg-Friedrich-Knapp-Gesellschaft für Politische Ökonomie e. V. (GFKG) gegründet, maßgeblich durch die Ökonomen Heiner Flassbeck und Paul Steinhardt, Herausgeber des politischen und wirtschaftlichen Internet-Magazins Makroskop. Eigenen Angaben zufolge möchte die Georg-Friedrich-Knapp-Gesellschaft „einen Beitrag dazu leisten, über das Phänomen Geld im Rahmen makroökonomischer Prozesse aufzuklären“. Das Ziel der GFKG sei es, einem breiteren Publikum wirtschaftspolitische Bildungsangebote zu unterbreiten und zudem Promovierenden, die „sich von dem neoklassischen Dogmatismus der deutschen Wirtschaftsfakultäten zu emanzipieren“ versuchten, „die notwendige logistische, inhaltliche und konzeptionelle Unterstützung“ ihrer Forschungsarbeit zu bieten.

## Schriften
- Über die Ermittlung der Sterblichkeit. J. C. Hinrichs’sche Buchhandlung, Leipzig 1868.
- Die Sterblichkeit in Sachsen. Duncker & Humblot, Leipzig 1869.
- Theorie des Bevölkerungs-Wechsels. Abhandlungen zur angewandten Mathematik. Friedrich Vieweg & Sohn, Braunschweig 1887.
- Die Bauern-Befreiung und der Ursprung der Landarbeiter in den älteren Theilen Preußens. Duncker & Humblot, Leipzig 1887.
  - Bd. 1: Überblick der Entwicklung (Digitalisat der Bayerischen Staatsbibliothek).
  - Bd. 2: Die Regulirung der gutsherrlich-bäuerlichen Verhältnisse von 1706 bis 1857, nach den Akten (Digitalisat der Bayerischen Staatsbibliothek).
- Grundherrschaft und Rittergut. Duncker & Humblot, Leipzig 1897.
- Staatliche Theorie des Geldes. Duncker & Humblot, München / Leipzig 1905, 1918, 1921, 1923. (Versuch einer positiv-rechtlichen Begründung des Geldes). 2. Auflage: 1918, urn:nbn:de:s2w-6471. Englische Auflage von 1924. (PDF; 8,8 MB) socsci.mcmaster.ca
- Einführung in einige Hauptgebiete der Nationalökonomie. Duncker & Humblot, München / Leipzig 1925; urn:nbn:de:s2w-8230
- Aus der Jugend eines deutschen Gelehrten. Hrsg. mit einem Vorwort von Elly Heuss-Knapp. Deutsche Verlags-Anstalt, Stuttgart / Berlin / Leipzig 1927.